# Yexie
Yexie  är en köping i Kina. Den ligger i Songjiang i storstadsområdet Shanghai, i den östra delen av landet, omkring 34 kilometer söder om den centrala stadskärnan. Antalet invånare är 80 104. Befolkningen består av 38 554 kvinnor och 41 550 män. Barn under 15 år utgör 9,0 %, vuxna 15-64 år 80 %, och äldre över 65 år 9,0 %.